# Demografia Hiszpanii
Demografia Hiszpanii

## Struktura ludności
Według hiszpańskiego Narodowego Instytutu Statystycznego, 1 stycznia 2000 kraj liczył 40.499.799 mieszkańców, zaś 1 stycznia 2011 liczy już 47.150.819 osób. Z tego 41.420.152 to obywatele Hiszpanii, natomiast 5.730.667 to obcokrajowcy (12,2% wszystkich mieszkańców).
Gęstość zaludnienia wynosi 93,43 osób/km².
Pod względem ludności Hiszpania zajmuje 27. miejsce pośród krajów świata.

## Ludność w zależności od płci i wieku

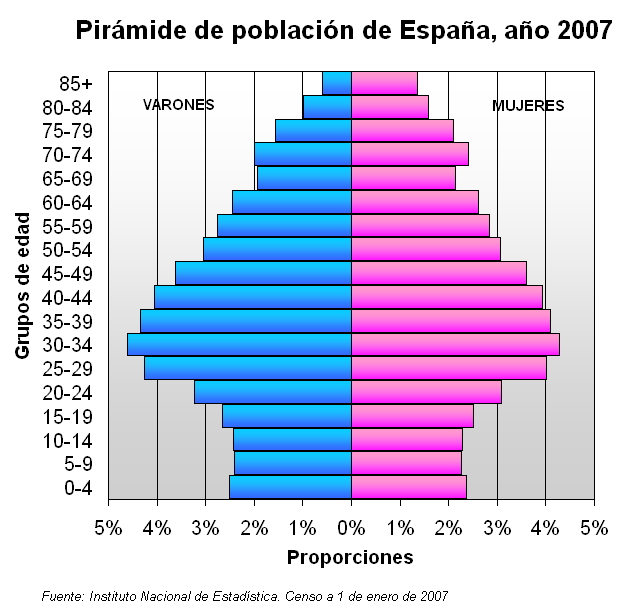
Piramida ludności (2007)

49,3% mieszkańców stanowią mężczyźni, natomiast 50,7% to kobiety. Rozgraniczając zaludnienie na Hiszpanów i obcokrajowców, w pierwsze grupie społecznej przeważają kobiety (51%), w drugiej zaś mężczyźni (52,2%).
15,7% ludności stanowią dzieci i młodzież do 16. roku życia, 41,8% ludność pomiędzy 16. a 44. rokiem życia i 42,5% ci którzy mają 45 lub więcej lat.

## Ludność w zależności od regionów
Największe zaludnienie występuje w okolicach dwóch największych hiszpańskich metropolii czyli Madrytu i Barcelony. Jest to spowodowane prężnym rozwojem tych regionów, zarówno pod względem turystycznym jak i usługowym.
Znaczną liczbę ludności posiadają także regiony takie jak Walencja czy Andaluzja położone nad zbiornikami wodnymi - Morzem Śródziemnym i Morzem Kantabryjskim. Istotny w tym przypadku jest zarówno czynnik turystyczny, jak i odpowiednie ukształtowanie terenu.
W 2011 największy przyrost ludności został odnotowany w Andaluzji (+44 515), Katalonii (+22.870) oraz w Regionie Madrytu (+22.830). Regiony w których odnotowano największy spadek ludności to Kastylia i León (-3.773), Galicja (-3,137), Asturia (-2.993) oraz Aragonia (-1.963).
| Region Hiszpanii   | Liczba ludności odnotowana 1 stycznia 2011 |
| ------------------ | ------------------------------------------ |
| Andaluzja          | 8.415.490                                  |
| Aragonia           | 1.345.132                                  |
| Asturia            | 1.081.348                                  |
| Baleary            | 1.112.712                                  |
| Wyspy Kanaryjskie  | 2.125.256                                  |
| Kantabria          | 592.560                                    |
| Kastylia i León    | 2.555.742                                  |
| Kastylia-La Mancha | 2.113.506                                  |
| Katalonia          | 7.535.251                                  |
| Walencja           | 5.111.767                                  |
| Estremadura        | 1.108.140                                  |
| Galicja            | 2.794.516                                  |
| Madryt             | 6.481.514                                  |
| Murcja             | 1.469.721                                  |
| Nawarra            | 641.293                                    |
| Kraj Basków        | 2.183.615                                  |
| La Rioja           | 322.621                                    |
| Ceuta              | 82.159                                     |
| Melilla            | 78.476                                     |
| Łącznie            | 47.150.819                                 |

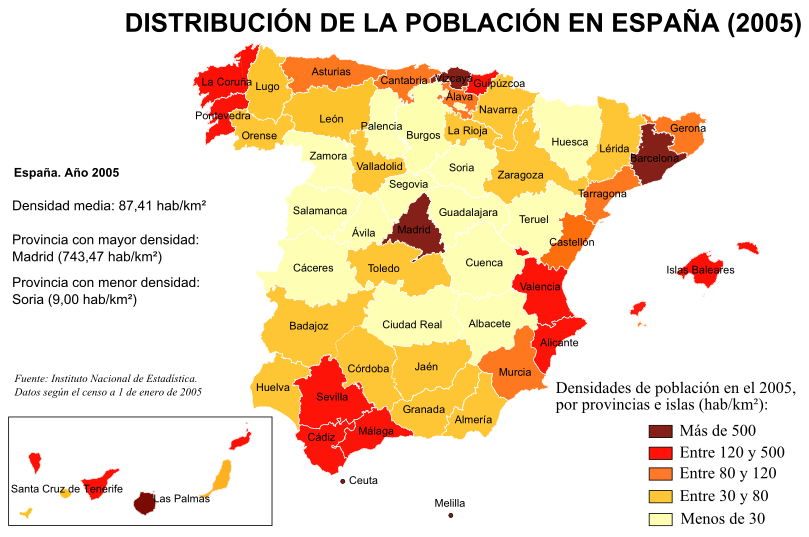
Gęstość zaludnienia według regionów i wysp

Największy przyrost ludności zagranicznej w czasie 2010 odnotowano w regionie Andaluzji, Kraju Basków oraz w Estremadurze.
Liczba obcokrajowców spadła zaś w Regionie Madrytu, Walencji oraz w Katalonii.

## Urodzenia i umieralność
Współczynnik urodzeń w 2011 wynosi 10,66‰ (o 0,25‰ mniej niż w roku poprzednim)
Współczynnik umieralności w 2011 wynosi 8,8‰ (o 0,08‰ więcej niż w roku poprzednim)
Współczynnik wyrażający liczbę zgonów niemowląt na 1000 urodzeń żywych wynosi 3,39‰ (od 2003 współczynnik ten stopniowo się zmniejsza)

### Historia
Modernizacja społeczeństwa hiszpańskiego spowodowała, że od 1900 stopniowo spadał współczynnik urodzeń. Sprawa przyjęła inny obrót w latach 1955 a 1974, kiedy to nastąpił okres gwałtownego wzrostu liczby urodzeń (tzw. baby boom), przekraczając 20‰. Jednakże późniejsze zmiany modelu rodzinny oraz większe nastawienie społeczeństwa na karierę  ponownie wywołały spadek i tym samym w obecnych czasach współczynnik urodzeń oscyluje około 10‰.
W 1900 współczynnik umieralności był umiarkowany osiągając 28,5‰. Jednak wraz z poprawą warunków życia społeczeństwa jak i rozwojem zaplecza sanitarnego państwa współczynnik począł się zmniejszać pod koniec 1970 osiągając 8‰. W obecnych czasach współczynnik umieralności oscyluje nieco powyżej 8‰.

### Długość życia
W 1900 długość życia w Hiszpanii wynosiła średnio 35 lat. Obecnie wraz z polepszeniem warunków życia oraz warunków sanitarnych wzrosła w przypadku mężczyzn do około 78 lat, natomiast w przypadku kobiet do prawie 85 lat.